# Act Naturally
Act Naturally (englisch sinngemäß für: Natürlich verhalten) ist ein Country-Song von Buck Owens, der 1963 als Single veröffentlicht wurde. Er wurde von Johnny Russell und Voni Morrison geschrieben. 
1965 wurde Act Naturally von der britischen Band The Beatles auf ihrem Studioalbum Help! veröffentlicht.

## Hintergrund
Johnny Russell schrieb Act Naturally Anfang der 1960er Jahre. Er bot das Lied anderen Künstlern an, die aber ablehnten. 1963 stellte Voni Morrison, die für Buck Owens arbeitete, den Kontakt zu Owens her, der Act Naturally als erster aufnahm, dafür wurde ihr die Mitautorenschaft zugebilligt. Owens erreichte mit der Single Platz eins der US-amerikanischen Country-Charts.
1965 nahmen die Beatles das Album Help! auf und spielten als letztes Lied Act Naturally ein. Ringo Starr sagte dazu: „Ich habe auf Help! Act Naturally gesungen. Ich hatte es auf einer Buck-Owens-Platte gefunden und verkündetet: Das ist genau das, was ich machen werde.“ In den USA und Deutschland wurde im September 1965 die Single Yesterday  / Act Naturally veröffentlicht, wobei Act Naturally Platz 47 der US-amerikanischen Charts erreichte.
Die Beatles traten am 14. August 1965, einen Tag vor ihrer US-Tournee, zum letzten Mal in der Ed Sullivan Show auf. Die Sendung wurde am 12. September 1965 ausgestrahlt, eines der Lieder war Act Naturally. Auf der anschließenden US-Tournee spielten die Beatles ebenfalls Act Naturally, unter anderem auch am 15. September im Shea Stadium. Seit 1989 gehört Act Naturally zum Liveset der Ringo Starr and His All-Starr Band.

## Aufnahme von Buck Owens
Act Naturally wurde am 12. Februar 1963 in den Capitol Studios in Los Angeles von Buck Owens eingespielt. Produzent der Aufnahme war Ken Nelson.
Besetzung (Buck Owens & The Buckaroos in den 1960er Jahren)
- Buck Owens: Gesang
- Tom Brumley: Pedal Steel Gitarre
- Don Rich: Gitarre
- Doyle Holly: Bass
- Willie Cantu: Schlagzeug

## Aufnahme der Beatles
Act Naturally wurde am 17. Juni 1965 in den Londoner Abbey Road Studios (Studio 2) mit dem Produzenten George Martin eingespielt. Norman Smith war der Toningenieur der Aufnahmen. Die Band nahm insgesamt 13 Takes auf, wobei der 13. Take für die finale Version verwendet wurde. Die Abmischung von Act Naturally erfolgte am 18. Juni 1965 in Mono und in Stereo.
Besetzung
- John Lennon: Akustische Rhythmusgitarre
- Paul McCartney: Bass, Hintergrundgesang
- George Harrison: Leadgitarre
- Ringo Starr: Schlagzeug, Gesang

## Aufnahme von Buck Owens und Ringo Starr
Am 27. März 1989 nahmen Buck Owens und Ringo Starr eine Duettversion von Act Naturally auf, Produzenten sind Jerry Crutchfield und Jim Shaw. Aufgenommen wurde das Lied in den Abbey Road Studios. Diese Version erreichte Platz 27 in US-amerikanischen Country-Charts.
Besetzung (laut Begleitbuch von Photograph: The Very Best of Ringo)
- Ringo Starr: Gesang
- Buck Owens: Gesang
- Terry Christoffersen: Gitarre
- Bill Lloyd: Gitarre
- Reggie Young: Gitarre
- Jim Shaw: Klavier
- Doyle Curtsinger: Bass
- Jim McCarty: Schlagzeug

## Weitere Veröffentlichungen
- Am 1. Juni 1964 erschien in den USA das Kompilationsalbum von Buck Owens The Best of Buck Owens, auf dem sich ebenfalls Act Naturally befindet.[4]
- In Großbritannien erschien am 6. März 1966 die Beatles-EP Yesterday, auf der Act Naturally enthalten ist.
- Am 20. Juni 1966 wurde Act Naturally in den USA auf dem dortigen zehnten Beatles-Album Yesterday and Today veröffentlicht.
- Ringo Starrs und Buck Owens’ gemeinsame Version von Act Naturally erschien im Juli 1989 auf Owens Single Act Naturally / The Key’s in the Mailbox.[5] sowie auf Starrs Kompilationsalbum Photograph: The Very Best of Ringo (2007) und Owens’ Album Act Naturally (1989).[6]
- Ringo Starrs Liveversionen von Act Naturally wurden auf den Livealben Ringo Starr and His All-Starr Band (1990) sowie King Biscuit Flower Hour Presents Ringo & His New All-Starr Band (2002), Ringo Starr & His All Starr Band Live 2006 (2008) und Live at the Greek Theatre 2008 (2010) veröffentlicht.

## Weitere Coverversionen
- Bobby Helms – Auf I’m the Man [7]
- Charley Pride – Auf The Country Way [8]
- Leon Russell – Auf Legend in my Time (Hank Wilson Vol. III) [9]